# Instituto Nacional de Estadística de Madagascar
El Instituto Nacional de Estadística (en francés: Institut National de la Statistique, acrónimo INSTAT) es el organismo público malgache responsable de la implementación de la política nacional de estadística. Con sede en Antananarivo, es depositario y gestor de las estadísticas oficiales de Madagascar.

## Historia
El Servicio General de Estadística de Madagascar (Service statistique général, SSG) fue creado por orden de 25 de noviembre de 1947 por la que se adscribía a la Dirección de Asuntos Económicos y le dotaba del Taller General de Mecanografía (Atelier général de mécanographie, AGM). En marzo de 1967, el Servicio se transformó en Instituto Nacional de Investigaciones Económicas (sigla INSRE), que comprendía cuatro unidades: una dirección general, el servicio de recopilación e información estadística, el servicio de coordinación y análisis económico y el servicio de mecanografía. Su cometido no fue otro que recopilar y analizar las distintas fuentes estadísticas existentes, así como coordinar y realizar estudios económicos, sociales, técnicos y demográficos demandados por las autoridades nacionales y los organismos internacionales. Por último, también organizaba talleres para la divulgación de las investigaciones económicas sobre el país.
En julio de 1985, el INSRE se transformó en Dirección General del Banco de Datos Estatal (Direction générale de la Banque des données de l'État, sigla BDE), adscrita a la Presidencia de la República Democrática de Madagascar. Inicialmente, el BDE incluía tres direcciones, pero posteriormente pasaron a cinco: Dirección General,  Dirección de información y banco de datos, Dirección de sistemas y análisis informático, Dirección de análisis de la información y, por último, Servicios provinciales y delegaciones territoriales.
En 1995 arranca una nueva etapa con la transformación del BDE en el Instituto Nacional de Estadística (sigla INSTAT), cuya misión es diseñar y coordinar la implementación de la política nacional en materia de estadística y sus diversos campos de aplicación en el ámbito económico, demográfico y social, así como el apoyo científico y técnico para la gestión de la economía nacional. El INSTAT se transformó en organismo público industrial y comercial (EPIC) el 21 de abril de 1998.
En 2017, el INSTAT lanzó un censo de población malgache, el primero en más de 24 años. El censo estaba financiado por el Banco Mundial y el Fondo de Población de las Naciones Unidas (UNFPA).  En julio de 2019, el INSTAT recibió 20 vehículos para iniciar la recogida de datos sobre el terreno.  En 2020, el INSTAT lanzó una encuesta de campo de un año de duración sobre la pobreza en el país, financiada por el Banco Mundial con dos millones de dólares.  En 2021, el INSTAT lanza una encuesta estadística para actualizar los indicadores de desarrollo del país con el objetivo de redefinir la contabilidad nacional. 
| apellido                      | Período |
| ----------------------------- | ------- |
| Andriamampianina Rakotomalala |         |
| Jean Razafindravonona         |         |
| RAMANANA Rahary               |         |
| Philippe Rajaobelina          |         |

## Misión
El decreto que establece su estatus otorga INSTAT « la misión de diseñar y coordinar la implementación de la política nacional en materia de estadística y sus campos de aplicación en los campos económico, demográfico y social, así como el apoyo científico y técnico a la gestión de la economía nacional. También es depositario y gestor de las estadísticas oficiales de Madagascar . » .

## Organización
Los órganos del INSTAT son el consejo de administración y la dirección general.

### Consejo de Administración
Es el órgano deliberante del INSTAT. Está compuesto por 12 miembros nombrados por un periodo de tres años, renovable, por orden del Ministro responsable de Economía. El presidente es elegido de entre sus miembros; el director general desempeña la secretaría del órgano, sin voz deliberativa.

### Dirección General
El INSTAT está dirigido por un director general con rango de director general de un ministerio, asistido por un director general adjunto; ambos son nombrados miembros del Consejo de administración. El director general es responsable de dirigir y administrar el INSTAT, liderando y coordinando todas sus actividades de acuerdo con las directivas del consejo directivo.